# The Sound Garden
The Sound Garden é um trabalho de arte pública de propriedade da NOAA, adjacente ao Magnuson Park em Seattle, Washington. Foi criada em 1982 por Doug Hollis. É construída com vários tubos de metal em aparatos ao estilo de cata-ventos que pegam o vento e gemem estranhamente.
A banda grunge de Seattle, Soundgarden, tomou seu nome deste trabalho de arte.
Desde o 11 de setembro, a instalação, incluindo a instalação de arte, está com acesso restrito sob código de ameaça nível amarelo. Visitantes podem verificar com os guardas e andarem pelas instalações, mas seus veículos não são permitidos. Identificação por foto é requerida a fim de ver The Sound Garden e acesso ao "Art Walk".